# Emil von Reznicek
Emil Nikolaus von Reznicek (Viena, 4 de maio de 1860 — Berlim, 2 de agosto de 1945) foi um compositor romântico austríaco de ascendência checa. É lembrado pela abertura de sua ópera Donna Diana, composta em 1894.

## Biografia
Reznicek estudou Direito e música simultâneamente em Graz. Não terminou a sua licenciatura em Direito, mas continuou a estudar música. Posteriormente, dirigiu no teatro em Graz, Berlim. De 1886 a 1894 foi o maestro da 88ª Companhia de Infantaria de Praga, e foi nesse período que viu o seu maior triunfo, com a estréia da sua ópera Donna Diana em (16 de dezembro de 1894). Na primavera de 1902, seguiu em digressão pela Rússia e Inglaterra. Quando o Partido Nazista chegou ao poder em 1933, Reznicek tentou não intervir, e permaneceu em Berlim.
Reznicek foi amigo pessoal de Richard Strauss. No entanto, a relação entre os dois parece ter sido  ambivalente, no poema sinfônico Schlemihl (1912) pode ser visto como uma paródia direta a Strauss.
Ferdinand von Reznicek foi seu meio irmão.
Sinfonías
- Sinfonía n.º 1, "Tragic" em re maior (1901)
- Sinfonía n.º 2, "Ironic" em si bemol (1904)
- Sinfonía n.º 3, "Im alten Stil" em re maior (1918)
- Sinfonía n.º 4 em fa menor (1919)
- Sinfonía n.º 5, "Tanz-Symphonie" (1924)

Obra orquestral e vocal
- Hexenszene aus Macbeth (1877)
- Symphonische Suite in E major (1883)
- Probszt-Marsch für Militärmusik (1892)
- Eine Lustspielouvertüre (1895)
- Symphonische Suite in re maior (1896)
- Wie Till Eulenspiegel lebte, Abertura (1900)
- Frühlings-ouvertüre (1903)
- Nachtstück for cello e orquestra (1903)
- Serenade for Strings n.º 1 in G major (1905)
- Orchesterfuge (1906)
- Introduktion und Valse Caprice para violíno e orquestra (1906)
- Prelude and Fugue (1912)
- Schlemihl (ein Symphonisches Lebensbild) para tenor e orquestra (1912)
- Traumspiel-Suite based on incidental music for Strindberg's play (1915)
- Nach Damaskus III incidental music for Strindberg's play (1916)
- Konzertstück para violín e orquestra (1918)
- Violin Concerto (1918)
- Serenade for Strings n.º 2 in G major (1920)
- Thema und Variationen nach Chamissos Tragische Geschichte para baritono e orquestra (1921)
- Die wunderliche Geschichte des Kapellmeisters Kreisler, incidental music to the play by Meinhard and Bernauer (1922)
- Raskolnikoff, Abertura-fantasy n.º 1 (1925)
- Festouvertüre, "Dem befreiten Köln" (1926)
- Polizei, incidental music to the play by Eulenberg (1926)
- Symfonische Variationen über das "Kol Nidrei" (1929)
- Raskolnikoff, Abertura-fantasia n.º 2 (1929)
- Raskolnikoff, Abertura-fantasia n.º 3 (1930)
- Goldpirol-Ouvertüre, "Im deutschen Wald" (1930)
- Valse Pathétique (1931)

Óperas
- Die Jungfrau von Orleans, ópera em 3 actos Friedrich Schiller (1886)
- Satanella, ópera em dois actos com libreto de Reznicek (1887)
- Emerich Fortunat, ópera em dos actos com libretto de Reznicek (1888)
- Donna Diana, ópera in 3 acts after Agustín Moreto's El desdén con el desdén (1894, revisada em 1933)
- Till Eulenspiegel, ópera in 2 acts after Johann Fischart's Eulenspiegel Reimensweiss (1900, revisada em 1939)
- Die verlorene Braut, opereta (1910)
- Die Angst vor der Ehe, operetta after Taufstein and Urban (1913)
- Ritter Blaubart, ópera em dos actos com libretto de H. Eulenberg (1917)
- Holofernes, ópera in 2 acts after Friedrich Hebbel's Judith und Holofernes (1922)
- Satuala, ópera in 4 acts on a libretto de R. Laukner (1927)
- Benzin, ópera em dois actos, libreto de Calderón de la Barca (1929)
- Spiel oder Ernst?, ópera in 1 act com libretto de Peter Knudsen (1930)
- Der Gondoliere des Dogen, ópera in 1 acto com libretto de Peter Knudsen (1931)
- Das Opfer, ópera em 1 acto com libretto de Peter Knudsen (1932)
- Das goldene Kalb, ballet (1935)

Música de Câmara
- String Quartet em C menor (1882)
- Nachtstück for piano, violino e violoncelo (1905)
- String Quartet em C minor (1906, revisada em 1921)
- String Quartet em re menor (1922)
- Für unseren Kleinen para piano, violino e violoncelo (1921)
- Kol Nidrey, Vorspiel zu "Holofernes:, para piano, violino e violoncelo (1926)
- String Quartet em re menor (1928)
- String Quartet em E maior (1932)
- Walzerlied para piano trio (1932)

Piano
- Die Gedanken des Selbstmörders para piano (1880)
- Vier Klavierstücke (1882)
- Grünnemarsch (1890)
- Eine Lustspiel-Abertura, piano, a quatro mãos (1895)
- Zwei Phantasie-Stücke (1896)
- Traumspiel-Suite, reduction para piano (1921)
- Ernster Walzer (1924)
- Valse Pathétique (1924, orquestada em 1924)
- Vier sinfonische Tänze, piano reduction of Symphony nº. 5 (1924)
- Menuett, piano reduction from the opera Polizei (1926)
- Liebeserklärung (1943)

Órgão
- Präludium e chromatische Fuga em C menor (1912)
- Präludium e Fuga em C menor (1918)
- Fantasie "Kommt Menschenkinder, rühmt und priest" (1930)